# آذربایجان ۲۶۹۸

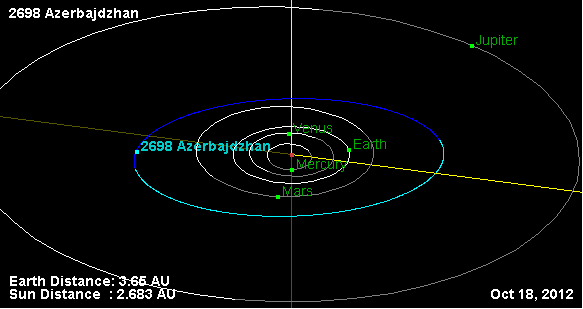
نمایی از محل سیارک ۲۶۹۸ در مدار - ۲۰۱۱

سیارک ۲۶۹۸ (به انگلیسی: 2698 Azerbajdzhan، نامگذاری:1971TZ) دو هزار و ششصد و نود و هشتمین سیارک کشف شده‌است که در ۱۱ اکتبر ۱۹۷۱ کشف شد.
قدر مطلق سیارک برابر ۱۱٫۹۰ است.